# Dorfkirche Koselitz

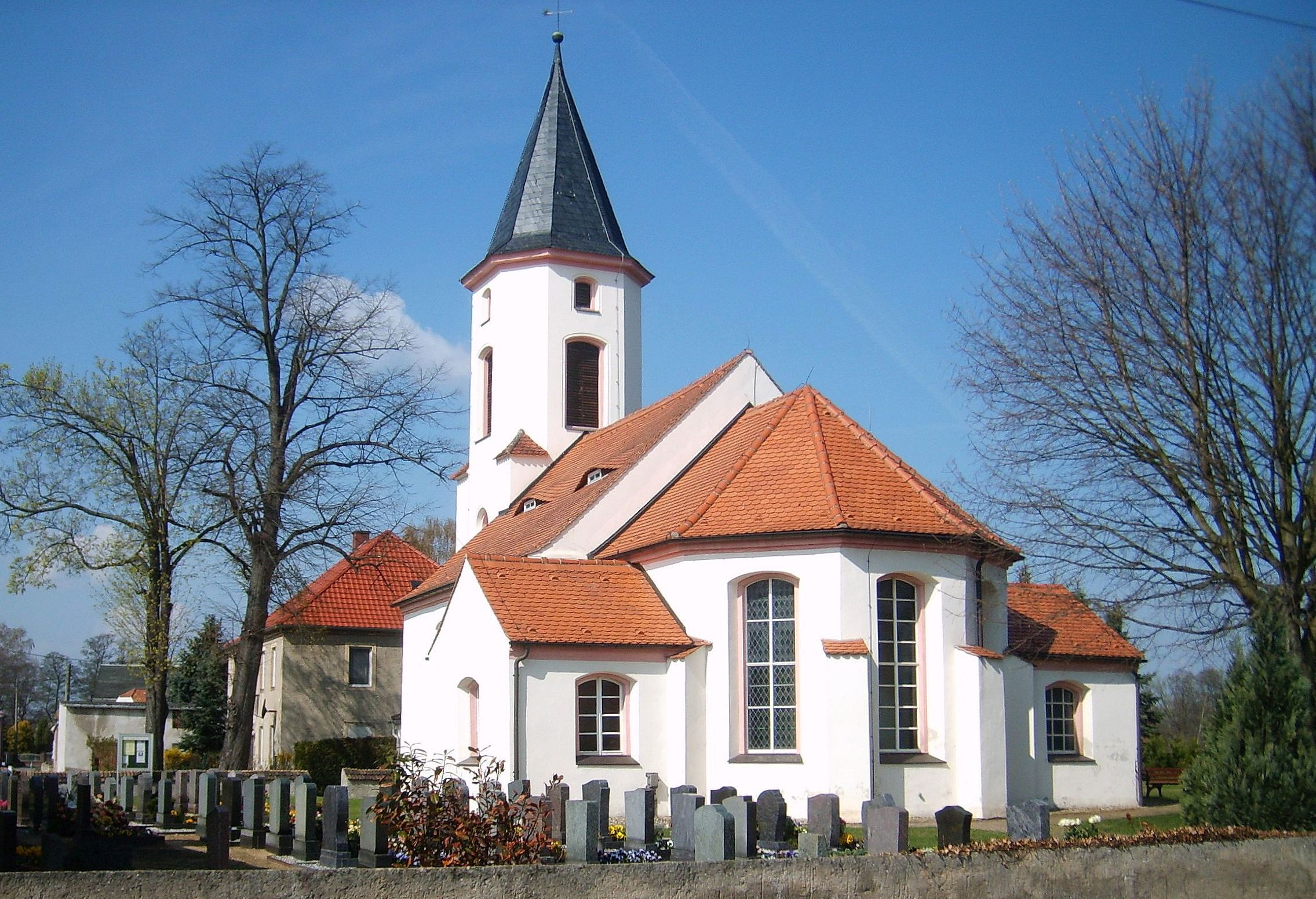
Dorfkirche Koselitz

Die evangelische Dorfkirche Koselitz ist ein denkmalgeschütztes Kirchengebäude im Ortsteil Koselitz in der Gemeinde Röderaue im sächsischen Landkreis Meißen. Hier ist die Kirche umgeben vom Koselitzer Ortsfriedhof im Ortszentrum zu finden.

## Geschichte
1547 wurde in Koselitz ein hier wohl vorhandener älterer Kirchenbau erwähnt. Dieses Bauwerk brannte während des Dreißigjährigen Krieges ab. Die Koselitzer Kirchenbücher beginnen erst wieder im Jahre 1661. Einem erneuten Brand im Jahre 1854 folgte 1892 eine vollständige Erneuerung des Bauwerks.
In den 1980er Jahren gab es eine umfangreiche Restaurierung der Koselitzer Kirche, welche nach der Wende abgeschlossen wurde. Außerdem wurde an der Westseite des Turms ein Anbau an die Kirche angefügt, der als Kirchgemeindehaus dient. Das einstige Pfarrhaus, welches zuvor dafür genutzt wurde, wurde in der Folgezeit verkauft.
Eine selbstständige Pfarrgemeinde war der Ort bis zum Jahr 1923. Ab dem Folgejahr war sie dann eine Filialkirche von Frauenhain. In der Gegenwart gehört Koselitz zum Pfarrbereich Gröditz.

## Architektur und Ausstattung (Auswahl)
Bei der Koselitzer Kirche handelt es sich um einen verputzten Saalbau mit dreiseitig geschlossenem Chor und Satteldach aus der zweiten Hälfte des 17. Jahrhunderts. Westlich des Kirchenschiffs schließt sich ein quadratischer Turm mit oktogonalem Obergeschoss und Schieferdach an, im Süden der Anbau einer Sakristei.
Das Innere der Kirche ist von einer Flachdecke und einem zwischen Kirchenschiff und Chor gelegenem Triumphbogen geprägt. Des Weiteren befinden sich an drei Seiten jeweils eingeschossige Emporen. Die in die Chorwand eingemauerte Kanzel stammt aus der Zeit nach 1854, die hölzerne Taufe der Kirche entstand etwa um 1800.
In der Kirche befindet sich außerdem das aus dem Jahre 1800 stammende 2,4 Meter breite Altarbild Die drei Marien am Grabe von Johann Carl Rößler (1775–1845). Es gilt in der Gegenwart als Hauptwerk des einstigen Dresdner Akademie-Professors, der auch als Porträtmaler bekannt wurde.

## Orgel
Eine erste Orgel gab es in der Koselitzer Kirche wohl bereits im 18. Jahrhundert. Anfang des 20. Jahrhunderts waren davon noch Reste vorhanden. Im Jahre 1998 wurde eine neue Orgel für die Kirche erworben. Dabei handelt es sich um das aus dem Jahre 1957 stammende Erstlingswerk des Leipziger Orgelbauers Hermann Lahmann. Dieses Instrument befand sich ursprünglich in der Leipziger Hochschule für Musik und Theater „Felix Mendelssohn Bartholdy“, wo es als Übungsorgel diente. Umgestaltet wurde es vom Kantor der Kirchgemeinde, dem Frauenhainer Helmut Schröer, selbst Orgelbauer im Hauptberuf. Am 19. Juli 1998 wurde die Orgel im Rahmen eines Festgottesdienstes geweiht. Das rein mechanische Schleifladeninstrument verfügt über sieben Register, die sich auf zwei Manuale und Pedal verteilen. Die Disposition lautet wie folgt:
| I Manual C–g3 |    |
| Rohrflöte     | 8′ |
| Prinzipal     | 4′ |
| Mixtur III    |    |

| II Manual C–g3 |    |
| Gedeckt        | 8′ |
| Nachthorn      | 4′ |
| Hohlflöte      | 2′ |
| Tremulant      |    |

| Pedal C–d1   |           |
| Subbass      | 16′       |
| Bauernpfeife | 2′ (vac.) |

- Koppeln: II/I, I/P, II/P